# Nagao Yasushi
Nagao Yasushi (長尾 靖 Trường Vĩ Tĩnh, 20 tháng 5 năm 1930 – 2 tháng 5 năm 2009) là nhiếp ảnh gia người Nhật đầu tiên đoạt giải thưởng Pulitzer năm 1961.

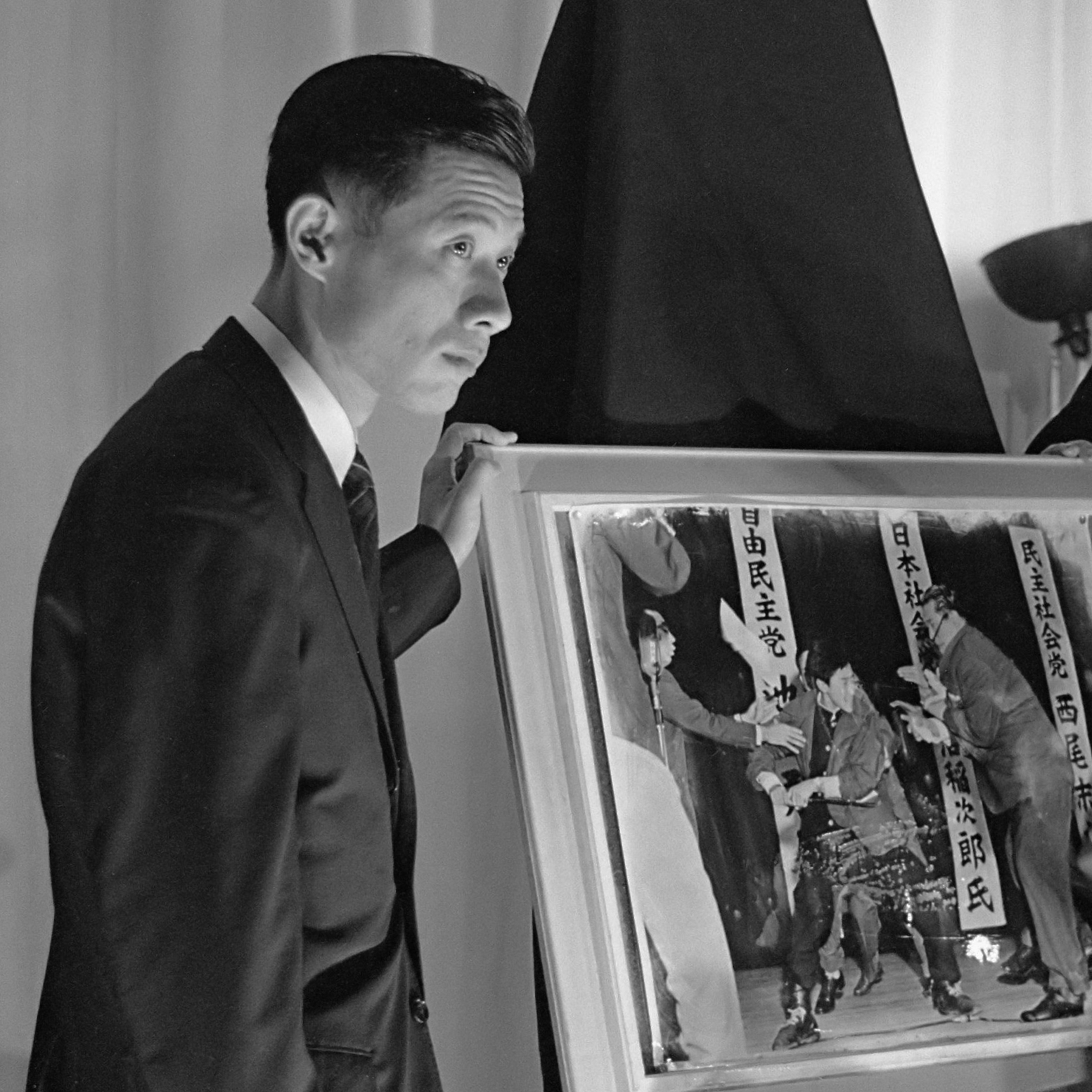
Ảnh chụp Nagao Yasushi cùng bức ảnh đoạt giải năm 1961

Nagao trở nên nổi tiếng vì chụp được cảnh Yamaguchi Otoya đang ám sát chủ tịch Đảng Xã hội Dân chủ Nhật Bản Asanuma Inejirō vào ngày 12 tháng 10 năm 1960. Lúc đó ông chỉ là một phóng viên ảnh làm việc cho tờ Mainichi Shimbun; Hisatake Abo, biên tập hình ảnh của Nagao, đã dặn dò Nagao phải theo dõi một cuộc tranh luận chính trị được truyền hình trực tiếp trước thềm cuộc bầu cử quốc hội tại Tòa thị chính Hibiya ở Tokyo. Ngay khi Yamaguchi lao vào đâm Asanuma, Nagao đã thay đổi tiêu cự của ống kính máy ảnh từ mười feet lên mười lăm feet.
Nagao đã đoạt Giải thưởng Pulitzer năm 1961 và giải Ảnh Báo chí của Năm vào năm 1960. Giải thưởng thứ hai cho phép Nagao đi du lịch khắp nơi trên thế giới, mà vào lúc đấy rất hiếm người dân Nhật nào làm được. Nagao rời Mainichi Shimbun vào năm 1962 và trở thành một nhiếp ảnh gia tự do. Cuối đời Nagao được hàng xóm phát hiện gục chết trong phòng tắm của mình vào ngày 2 tháng 5 năm 2009. Mọi người đều tin rằng cái chết của ông là do nguyên nhân tự nhiên.